# 北汝河 (沙河支流)
北汝河は、中国河南省中部を流れる沙河 (潁河支流)の支流である。全長は250キロメートル、流域面積は6,080平方キロメートルである。
河南省嵩県車村鎮の西南、龍池漫山北麓の分水嶺村に源を発し、蛇行しながら北東に流れ、汝陽県の紫羅山と雲夢山の間にある「汝闕」に至る。
汝州市で牛涧河を合流した後、南東に向きを変え、郟県、襄城県を経て、襄城県、葉県、舞陽県の境界に沿って流れ、舞陽県と襄城県の境界で沙河に注ぎ込む。平均流量は毎秒26.76立方メートル、平均年間流量は8億4400万立方メートルに達する。